# Раджешвари
Раджешвари Лумба (англ. Raageshwari Loomba) — индийская поп-певица, актриса, модель и телеведущая (виджей) на канале MTV.

## Биография
Раджешвари родилась в Мумбаи (Индия) 25 июля 1977 года в семье музыканта Трилока Сингха Лумбы. У неё есть старший брат, кинорежиссёр Ришабх Лумба.
В 1993 году снялась в своём первом фильме — в болливудской комедии «Aankhen» (Глаза), а через год — в фильме «Main Khiladi Tu Anari», индийской версии популярного голливудского фильма «Напролом».
После выхода в прокат этих фильмов Раджешвари пригласили на телевидение в качестве виджея популярного среди подростков шоу BPL Oye.
Позднее Раджешвари занялась музыкой. Она записала песню «Ta Ta Ra Ri Ra Ra» и продемонстрировала её музыкальным компаниям. Однако музыкальные компании отказались от неё. Тогда она уехала на Мальдивы, где её брат Ришабх снял видеоклип на эту песню, после чего у неё появилось новое название — «Duniya». Этот видеоклип стал началом музыкальной карьеры Раджешвари — первый же записанный альбом стал платиновым уже через месяц после его выпуска в 1997 году. Вслед за выходом этого альбома Раджешвари подписала контракт с компанией Coca-Cola, что позволило ей дать серию концертов по всей Индии.
В 1998 году Раджешвари в сотрудничестве со своим отцом и братом выпустила второй альбом — «Pyar Ke Rang». В видеоклипе к этому альбому Раджешвари предстала в образе молодой девушки, разлучённой со своим возлюбленным. Этот образ стал популярным и Раджешвари отправилась в тур по всему миру: помимо Индии, она выступила в США, Канаде, Европе, на Ближнем Востоке, в Индонезии и Гонконге.
В настоящее время продолжает свою карьеру: записывает новые песни, даёт живые концерты, снимается в фильмах. Кроме того, ведёт программы на MTV («Baar Baar Dekho» и «MTV Ek Do Teen»), BBC («Show on Indian Mythologies on BBC Quest») и SAB TV («Sab Gol Maal Hai»).

## Дискография
- Duniya (март 1997)
- Pyaar Ka Rang (июль 1998)
- Sach Ka Saath (январь 1998)
- Y2K — saal do hazaar (декабрь 1999)
- Sagari Rayn (декабрь 2006)
- Ginans — Lifting the Veil (готовится к выпуску)

## Фильмография
- 1993 — Aankhen — Прия Мохан
- 1994 — Zid — Соня Моди
- 1994 — Main Khiladi Tu Anari — Shivangi
- 1997 — Dil Kitna Nadan Hai
- 2002 — Tum Jiyo Hazaron Saal — Сунандо Кохли
- 2003 — Mumbai Se Aaya Mera Dost — телерепортёр Прия Нараян

## Интересные факты
- На санскрите слово Raageshwari означает «королева царей» или «божественная мать».
- Раджешвари известна своей благотворительностью: помимо бесплатных концертов, она представляет несколько благотворительных организаций — «Terry Fox Run», «India Deaf Expo», «PALS» (Plants & Animal Lover’s Society).